# أشرف علي (لاعب كريكت)
أشرف علي (4 أبريل 1979 بلاهور في باكستان - ) هو لاعب كريكت باكستاني.

## وصلات خارجية
- أشرف علي (لاعب كريكت) على موقع إي آس بي آن كريك إنفو (الإنجليزية)